# Durban-Corbières
Durban-Corbières is een gemeente in het Franse departement Aude (regio Occitanie) en telt 656 inwoners (2004). De plaats maakt deel uit van het arrondissement Narbonne.

## Geografie
De oppervlakte van Durban-Corbières bedraagt 25,9 km², de bevolkingsdichtheid is 25,3 inwoners per km².

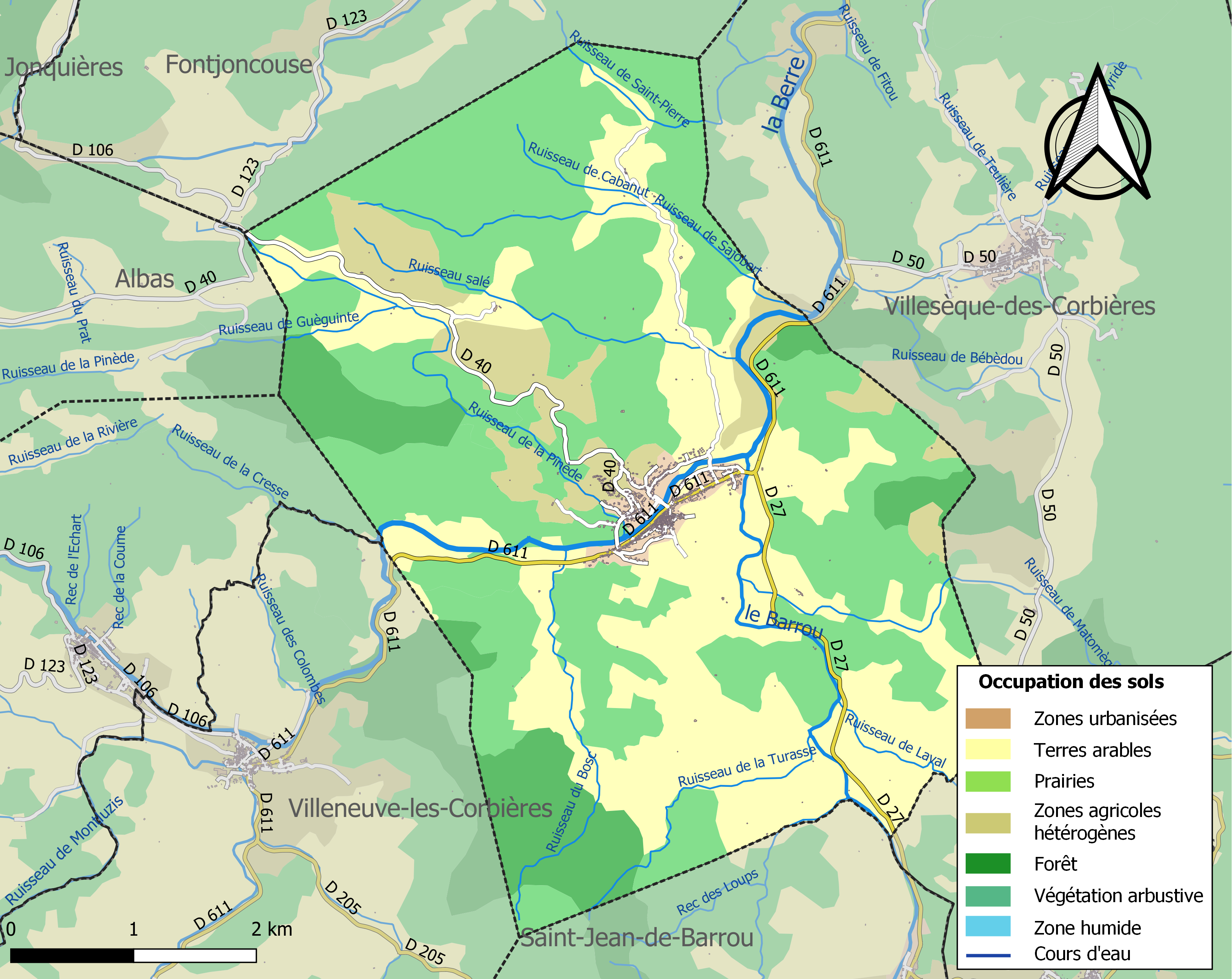
Kaart van de gemeente met de belangrijkste infrastructuur, bodemgebruik en omliggende gemeenten

## Demografie
Onderstaande figuur toont het verloop van het inwonertal (bron: INSEE-tellingen).

Vanwege een beveiligingsprobleem met de MediaWiki Graph-software is het momenteel niet mogelijk deze grafiek weer te geven. Zodra de software is bijgewerkt zal de grafiek vanzelf weer zichtbaar worden.